# Henri Traoré
Henri Traoré (sinh ngày 13 tháng 4 năm 1983) là một cầu thủ bóng đá người Burkina Faso thi đấu cho đội bóng Ghana Ashanti Gold, ở vị trí hậu vệ.

## Sự nghiệp
Traoré chơi bóng ở Burkino Faso và Ghana cho Étoile Filante de Ouagadougou và Ashanti Gold.
Anh ra mắt quốc tế cho Burkina Faso năm 2005.